# 新訂尋常小学唱歌
新訂尋常小学唱歌（しんていじんじょうしょうがくしょうか）は、1932年に文部省が発行した、唱歌の教科書である。
第一学年用から第六学年用まで全6冊で1冊の収録曲は27曲である。全162曲。1910年代に発行された『尋常小学唱歌』の中から評判の悪い曲を削り、「ラヂオ」（ラジオ）、「動物園」など社会の進展に合わせた曲を追加した。一部には軍国主義、超国家主義の時流に合わせたと言われているが変更内容を見る限りその色彩は薄い。新しい曲の作詞は井上赳、作曲は信時潔などが担当した。新しく作曲された曲は『尋常小学唱歌』の頃とは異なり、合議制ではなく個々の作者がそれぞれ別々の曲をつくった。全体的に部分的な改訂だったが伴奏譜付きの教材が初めて出版されたのは画期的であった。「牧場の朝」などは現代でも教えられている。

## 収録曲一覧

### 第一学年
1. 日の丸の旗 （現在では「ひのまる」）
2. 鳩
3. 兵隊さん
4. おきやがりこぼし
5. 電車ごっこ
6. 人形
7. ひよこ
8. 砂遊び
9. かたつむり
10. 牛若丸
11. 朝顔
12. 夕立
13. 桃太郎
14. 僕の弟
15. 池の鯉
16. 親の恩
17. 一番星みつけた
18. 烏
19. 菊の花
20. 月
21. 木の葉
22. つみ木
23. 兎
24. 雪達麿
25. 紙鳶の歌
26. 犬
27. 花咲爺

### 第二学年
1. 桜
2. ラヂオ （現在では「ラジオ」とも表記される[1]）
3. 二宮金次郎
4. 雲雀
5. 折紙
6. 小馬
7. 田植
8. 竹の子
9. 雨
10. 金魚
11. 蝉
12. 蛙と蜘蛛
13. こだま
14. 浦島太郎
15. ポプラ
16. かけっこ
17. 案山子
18. がん
19. 富士山
20. 影法師
21. 紅葉
22. 時計の歌
23. うちの子ねこ
24. 雪
25. 梅に鴬
26. 母の心
27. 那須与一

### 第三学年
1. 春が来た
2. かがやく光
3. 摘草
4. 木の芽
5. 茶摘
6. 青葉
7. 蛍
8. 汽車
9. 燕
10. 虹
11. 夏休
12. 波
13. 噴水
14. 虫のこゑ
15. 村祭
16. 鵯越
17. 雁がわたる
18. 赤とんぼ
19. 取入れ
20. 麦まき
21. 日本の国
22. 飛行機
23. 豊臣秀吉
24. 冬の夜
25. 川中島
26. 私のうち
27. かぞへ歌

### 第四学年
1. 春の小川
2. かげろふ
3. ゐなかの四季
4. 靖国神社
5. 蚕
6. 五月
7. 藤の花
8. 動物園
9. お手玉
10. 曽我兄弟
11. 夢
12. 雲
13. 漁船
14. 夏の月
15. 牧場の朝
16. 水車
17. 広瀬中佐
18. たけがり
19. 山雀
20. 霜
21. 八幡太郎
22. 村の鍛冶屋
23. 餅つき
24. 雪合戦
25. 近江八景
26. 何事も精神
27. 橘中佐

### 第五学年
1. みがかずば
2. 金剛石・水は器
3. 八岐の大蛇
4. 舞へや歌へや
5. 鯉のぼり
6. 管公
7. 忍耐
8. 朝日は昇りぬ
9. 朝の歌
10. 日光山
11. 山に登りて
12. 海
13. 納涼
14. 風鈴
15. 加藤清正
16. 鳥と花
17. 大塔宮
18. 秋の山
19. いてふ
20. 入営を送る
21. 冬景色
22. 水師営の会見
23. 児島高徳
24. 三才女
25. 進水式
26. 雛祭
27. 卒業生を送る歌

### 第六学年
1. 明治天皇御製
2. 朧月夜
3. 遠足
4. 我等の村
5. 瀬戸内海
6. 四季の雨
7. 日本海海戦
8. 我は海の子
9. 日本三景
10. 風
11. 蓮池
12. 森の歌
13. 瀧
14. 出征兵士
15. 故郷 （第六学年用）（ウィキソースによる歌詞）
16. 秋
17. 燈台
18. 天照大神
19. 鷲
20. 鎌倉
21. 霧
22. 鳴門
23. 雪
24. スキーの歌
25. 夜の梅
26. 斎藤実盛
27. 卒業の歌

## 主な新曲
- 一番星みつけた(第一学年)(信時潔作曲)
- 牧場の朝(第四学年用)(杉村楚人冠作詞、船橋栄吉作曲)
- スキーの歌(第六学年用)(林柳波作詞、橋本國彦作曲)

## 主な作詞
- 井上赳
- 佐野保太郎

## 主な作曲
- 信時潔
- 片山頴太郎
- 下総皖一
- 長谷川良夫